# За двумя зайцами погонишься, ни одного не поймаешь
«За двумя зайцами погонишься, ни одного не поймаешь» — рассказ Антона Павловича Чехова, написанный в 1880 году и впервые опубликованный с подзаголовком «Роман в одной части без пролога и эпилога» под псевдонимом «Чехонте» 11 (23) мая 1880 года в девятнадцатом номере художественно-юмористического журнала «Стрекоза». Разрешение цензурного комитета было получено 7 мая.
В 1882 году Чехов планировал напечатать рассказ в составе авторского сборника «Шалость». Для этого в произведение были внесены небольшие изменения. Сборник был отпечатан, но в итоге не был допущен цензурой.
Анекдотический сюжет, положенный в основу рассказа, был широко распространен в малой прессе конца XIX века. Подобная «семейная тема» рассматривалась различными авторами как бытовой анекдот. Чехов использовал данный сюжет для того, чтобы детально изобразить быт, психологию и типажи «захолустного барства».